# Knud Rasmussen
Pour les articles homonymes, voir Knud Rasmussen (homonymie) et Rasmussen.
Knud Johan Victor Rasmussen, né à Jakobshavn, aujourd'hui Ilulissat au Groenland le 7 juin 1879 et mort à Copenhague le 21 décembre 1933, est un explorateur et anthropologue danois. Surnommé « le père de l'esquimaulogie », il fut le premier Européen à traverser le passage du Nord-Ouest à l'aide d'un traîneau attelé à des chiens.

## Biographie
Fils d'un missionnaire danois et d'une mère inuit, il passe sa jeunesse au Groenland avec les Inuit et apprend l'inuktitut, la chasse, la conduite des traîneaux à chiens et la vie dans les conditions rudes de l'Arctique. Il poursuit ensuite ses études à Lynge dans la province danoise du Seeland.
Il part étudier la culture inuit lors d'une première expédition, connue sous le nom d' « expédition littéraire », avec trois compagnons, en 1902-1904. À son retour, il publie Le Peuple du pôle Nord (1908), à la fois journal de voyage et relevé académique du folklore inuit. En 1908, il se marie avec Dagmar Andersen.
En 1910, Rasmussen et son ami Peter Freuchen fondent la base Thulé à Uummannaq au Groenland, Thulé étant le nom dont s'était servi Pythéas pour désigner une contrée mythologique de l'extrême Nord. Elle sert de point de départ à une série de sept expéditions, connues sous le nom d' « expéditions Thulé », entre 1912 et 1933.
La cinquième expédition Thulé (1921-1924) a pour but de comprendre l'origine du peuple Inuit et de recueillir des données ethnologiques, archéologiques et biologiques. Une première équipe de sept hommes se rend dans l'est de l'Arctique canadien, où ils font des interviews et des fouilles et recueillent des artefacts dont certains sont maintenant exposés dans des musées danois. Rasmussen quitte ensuite l'équipe et voyage pendant 16 mois à travers le continent avec deux membres inuits de l'expédition, l'exploratrice Arnarulunnguaq et son cousin l'explorateur Qaavigarsuaq Miteq, en traîneau à chiens, jusqu'à Nome en Alaska. Il devient ainsi le premier Européen à franchir le passage du Nord-Ouest par ce moyen. Il a raconté son expédition dans Du Groenland au Pacifique : deux ans d'intimité avec des tribus d'Esquimaux inconnus.
Il est enterré au cimetière Vestre à Copenhague.

## Distinctions
- 1924 : Médaille Hans Egede
- Commandeur de l'ordre de Saint-Olaf.
- Chevalier de l'ordre de Dannebrog
- Chevalier de l'ordre royal de l'Étoile polaire.

## Ouvrages traduits en français
- En traîneau du Groënland à l'Alaska, traduit du danois par Judith et Gilles Gérard-Arlberg, Paris, Éditions Je sers, 1948.
- La Chasse à l'ours. P. H. Lundsteen. Le Groenland, traduit du danois par Pierre Martens, Copenhague, Ministère danois des affaires étrangères, 1962
- Du Groenland au Pacifique : deux ans d'intimité avec des tribus d'esquimaux inconnus, traduit du danois par Cécile Lund et Jules Bernard, Paris, Comité des travaux historiques et scientifiques, 1994
- Contes du Groenland, collectés par Knud Rasmussen, traduits du danois par Jacques Privat, Lausanne, Esprit ouvert, 2000
- Laponie - Voyage au pays des fils du soleil, traduit du danois par Jacques Privat, collection Phare, Éditions Esprit, 2008
- Contes inuits : un ourson chez les hommes, collectés par Knud Rasmussen, choisis, traduits et adaptés par Nils Ahl, Paris, L'École des loisirs, 2009
- Du Groenland au Pacifique. Deux ans avec des tribus Inuit, Interfolio Livres 2018
- De Nouveaux Hommes (trad. Marc Chaudeur), Paris, Ginkgo éditeur, coll. « Mémoire d'homme », 2025 (ISBN 978-2-84679-565-4)